# Dorota Trafankowska
Dorota Trafankowska – polska gimnastyczka, mistrzyni Polski z 1971 roku.
Reprezentując poznański klub Energetyk zdobyła w 1971 roku tytuł mistrzyni Polski w gimnastyce artystycznej.
Zagrała w filmie „Jej portret” ilustrującym piosenkę Bogusława Meca pod tym tytułem.